# Конфігурація (геометрія)

Конфігурації (4_{3}6_{2)} (повний чотирикутник, ліворуч) і (6_{2}4_{3)} (повний чотирибічник, праворуч)

У проєктивній геометрії конфігурація на площині складається зі скінченної множини точок і скінченної конфігурації прямих, таких, що кожна точка інцидентна однаковому числу прямих і кожна пряма інцидентна однаковому числу точок.
Хоча деякі специфічні конфігурації вивчалися раніше (наприклад, Томасом Кіркманом 1849 року), формальне вивчення конфігурацій почав уперше Теодор Реє 1876 року в другому виданні його книги Geometrie der Lage (Геометрія положення), в контексті обговорення теореми Дезарга. Ернст Штайніц написав дисертацію на цю тему 1894 року і конфігурації популяризували 1932 року Гільберт і Кон-Фоссен у книзі Anschauliche Geometrie (Наочна геометрія), перекладеній англійською і російською мовами.
Конфігурації можна вивчати або як конкретні множини точок і прямих у конкретній геометрії, наприклад, на евклідовій або проєктивній площині (в цьому випадку кажуть про реалізацію в цій геометрії), або як абстрактну геометрію інцидентності. В останньому випадку конфігурації тісно пов'язані з регулярними гіперграфами і бірегулярними двочастковими графами, але з додатковим обмеженням — будь-які дві точки структури інцидентності можуть асоціюватися максимум з однією прямою, а будь-які дві прямі можуть асоціюватися максимум з однією точкою. Тобто обхват відповідного двочасткового графу (графу Леві конфігурації) має дорівнювати щонайменше шести.

## Позначення
Конфігурація на площині позначається як (pγ ℓπ), де p — число точок, ℓ — число прямих, γ — число прямих, що проходять через кожну точку, а π — число точок на кожній прямій. Для цих чисел має виконуватися співвідношення
{\displaystyle p\gamma =\ell \pi },
оскільки цей добуток дорівнює числу інціденцій точка-пряма (прапорів).
Конфігурації з тим самим символом не зобов'язані бути ізоморфними як структури інцидентності. Наприклад, існує три різних конфігурації (93 93) — конфігурація Паппа і дві менш відомі конфігурації.
У деяких конфігураціях p = ℓ, а тому, γ = π. Вони називаються симетричними або збалансованими конфігураціями і зазвичай у позначеннях повторення опускають. Наприклад, (93 93) скорочується до (93).

## Приклади

Конфігурація (10_{3}), не ізоморфна за інцидентністю конфігурації Дезарга

Найвідоміші такі проєктивні конфігурації:
- (11), найпростіша можлива конфігурація, що складається з точки на прямій. З огляду на тривіальність часто не розглядається.
- (32), трикутник. Кожна з трьох сторін містить дві з трьох вершин, і навпаки. Узагальнено, будь-який багатокутник з n сторонами утворює конфігурацію типу (n2).
- (43 62) і (62 43), повний чотирикутник і повний чотирибічник[1] відповідно.
- (73), площина Фано. Ця конфігурація існує як абстрактна геометрія інцидентності, але її не можна побудувати на евклідовій площині.
- (83), конфігурація Мебіуса — Кантора. Ця конфігурація складається з двох чотирикутників, одночасно описаних і вписаних відносно один одного. Конфігурацію можна побудувати на евклідовій площині, але рівняння, що її визначають, мають нетривіальні розв'язки в комплексних числах.
- (93), конфігурація Паппа.
- (94 123), конфігурація Гессе дев'яти точок перегину кубики на комплексній проєктивній площині і дванадцяти прямих, кожна з яких містить по три точки. Ця конфігурація має ту ж властивість, що й площина Фано, а саме, вона містить усі прямі, що проходять через будь-які дві точки конфігурації. Конфігурації з такими властивостями відомі як конфігурації Сильвестра — Галлаї. Ці конфігурації за теоремою Сильвестра не можна реалізувати в дійсній площині[5].
- (103), конфігурація Дезарга.
- (125 302), подвійна шістка Шлефлі, утворена 12 прямими з 27 прямих на кубічній поверхні.
- (153), конфігурація Кремони — Річмонда, утворена 15 прямими, що не входять у подвійну шістку, і відповідними 15 дотичними площинами.
- (124 163), конфігурація Реє.
- (166), конфігурація Куммера[en].
- (273), конфігурація Грея.
- (6015), конфігурація Кляйна.

## Двоїстість конфігурацій
Проєктивно двоїстою конфігурацією для (pγ lπ) є конфігурація (lπ pγ), в якій ролі «точок» і «прямих» міняються місцями. Тому конфігурації йдуть двоїстими парами, за винятком випадків, коли двоїста конфігурація ізоморфна початковій. Ці винятки називають самодвоїстими конфігураціями і в цих випадках p=l.

## Число конфігурацій (n3)
Число неізоморфних конфігурацій типу (n3), починаючи з n=7, є елементом послідовності
1, 1, 3, 10, 31, 229, 2036, 21399, 245342,... послідовність A001403 з Онлайн енциклопедії послідовностей цілих чисел, OEIS
Ці числа підраховані як абстрактні структури інцидентності, незалежно від можливості їх реалізації. Як пише Гроппа, дев'ять з десяти конфігурацій (103) і всі конфігурації (113) і (123) допускають реалізацію в евклідовому просторі, але для всіх n≥16 є щонайменше одна нереалізовна конфігурація (n3). Гроппа також вказує на давню помилку в цій послідовності — в статті 1895 року зроблено спробу перелічити всі конфігурації (123) і 228 з них знайдено, але 229-а конфігурацію не відкрито аж 1988 року.

## Побудова симетричних конфігурацій
Є кілька методів побудови конфігурацій, зазвичай починаючи зі вже відомих конфігурацій. Деякі найпростіші з цих методів будують симетричні (pγ) конфігурації.
Будь-яка скінченна проєктивна площина порядку n є конфігурацією ((n2+n+1)n+1). Нехай Π — проєктивна площина порядку n. Видалимо з Π точку P і всі прямі Π, що проходять через P (але не точки, що лежать на цих прямих, за винятком точки P) і видалимо пряму l, що не проходить через P, і всі точки, що лежать на цій прямій. Результатом буде конфігурація типу ((n2—1)n). Якщо при побудові виберемо пряму l, що проходить через P, отримаємо конфігурацію типу ((n2)n). Оскільки відомо, що проєктивні площини існують для всіх порядків n, що є степенями простих чисел, ці побудови забезпечують нескінченне сімейство симетричних конфігурацій.
Не всі конфігурації реалізовні, наприклад, конфігурація (437) не існує. Однак Групп дав побудову, яка показує, що для k≥3 конфігурація (pk) існує для всіх p≥2lk+1, де lk — довжина оптимальної лінійки Голомба порядку k.

## Високі розмірності

Подвійна шістка Шлефлі

Концепцію конфігурації можна узагальнити на вищі розмірності, наприклад для точок і прямих чи площин у просторі. У цьому випадку обмеження, що ніякі дві точки не можуть лежати більш ніж на одній прямій, можна послабити, оскільки дві точки можуть належати більш ніж одній площині.
У тривимірному просторі цікавими є
- Конфігурація Мебіуса, що складається з двох взаємно вписаних тетраедрів.
- Конфігурація Реє, що складається з дванадцяти точок і дванадцяти площин з шістьма точками на кожній площині і шістьма площинами, що проходять через кожну точку.
- Конфігурація Грея, що складається з 27 точок решітки 3×3×3 і 27 ортогональних прямих, що проходять через них.
- Подвійна шістка Шлефлі, що складається з 30 точок і 12 прямих, по дві прямі на точку і по п'ять точок на одній прямій.

Подальше узагальнення виходить у тривимірному просторі при розгляді інцидентності точок, прямих і площин, тобто j-просторів при 0≤j<3, де кожен j-простір інцидентний Njk k-просторам (j≠k). Якщо позначити через Njj число j-просторів, таку конфігурацію можна подати у вигляді матриці:
{\displaystyle {\begin{vmatrix}{\begin{vmatrix}N_{00}&N_{01}&N_{02}\\N_{10}&N_{11}&N_{12}\\N_{20}&N_{21}&N_{22}\end{vmatrix}}\end{vmatrix}}}
Підхід можна узагальнювати для інших розмірностей n, де 0≤j<n. Такі зміни математично пов'язані з правильними многогранниками.